# 54-й Берлинский международный кинофестиваль
54-й Берлинский международный кинофестиваль проходил с 5 по 15 февраля 2004 года в Берлине.

## Жюри
- Фрэнсис Макдорманд (председатель жюри)
- Мажида Абди
- Валерия Бруни-Тедески
- Самира Махмальбаф
- Питер Роммель
- Габриэле Сальваторес
- Дон Талбот

## Конкурсная программа
- Страна надежды, режиссёр Ганс Петтер Моланд
- Последний рейд, режиссёр Рон Ховард
- Монстр, режиссёр Пэтти Дженкинс
- В твоих руках, режиссёр Аннетт К. Олесен
- И наступит завтра, режиссёр Бьёрн Рунге
- Свидетели, режиссёр Винко Брешан
- В моей стране, режиссёр Джон Бурмен
- Ночные песни, режиссёр Ромуальд Кармакар
- Зимняя жара, режиссёр Стефан Вюйе
- Откровенное признание, режиссёр Патрис Леконт
- Окончательный монтаж, режиссёр Омар Наим
- Красные огни, режиссёр Седрик Кан
- Прерванные объятия, режиссёр Даниэль Бурман
- Трилогия: Плачущий луг, режиссёр Тео Ангелопулос
- Тройной агент, режиссёр Эрик Ромер
- Нежный поцелуй, режиссёр Кен Лоуч
- Перед закатом, режиссёр Ричард Линклейтер
- Мария, благодати полная, режиссёр Джошуа Марстон
- Всё ещё впереди, режиссёр Мануэль Гутьеррес Арагон
- Первая любовь, режиссёр Маттео Гарроне
- 20:30:40, режиссёр Сильвия Чан
- Самаритянка, режиссёр Ким Ки Дук

## Награды
- Золотой Медведь:
  - Головой о стену, Фатих Акин
- Золотой Медведь за лучший короткометражный фильм:
  - Блок Кента и пакет кофе
- Серебряный Медведь:
- Серебряный Медведь за лучшую музыку к фильму:
  - Первая любовь
- Серебряный Медведь за лучшую мужскую роль:
  - Даниэль Эндлер — Прерванные объятия
- Серебряный Медведь за лучшую женскую роль:
  - Шарлиз Терон — Монстр
  - Каталина Сандино Морено — Мария, благодати полная
- Серебряный Медведь за лучшую режиссёрскую работу:
  - Ким Ки Дук — Самаритянка
- Серебряный Медведь за лучший короткометражный фильм:
  - Первый опыт
- Серебряный Медведь - Гран-при жюри:
  - Прерванные объятия
- Серебряный Медведь за выдающиеся художественные достижения:
  - Лейф Андре — И наступит завтра
  - Пернилла Аугуст — И наступит завтра
  - Ян Костер — И наступит завтра
  - Якоб Эклунд — И наступит завтра
  - Ингвар Хирдвалль — И наступит завтра
  - Магнус Креппер — И наступит завтра
  - Юхан Кварнстрём — И наступит завтра
  - Камилла Ларссон — И наступит завтра
  - Марика Линдстрём — И наступит завтра
  - Петер Лоренцон — И наступит завтра
  - Хампус Пенттинен — И наступит завтра
  - Анн Петрен — И наступит завтра
  - Мари Ричардсон — И наступит завтра
  - Дженни Свардсатер — И наступит завтра
  - Клас-Горан Турессон — И наступит завтра
- Серебряный Медведь - почётное упоминание:
- Серебряный Медведь - почётное упоминание - лучший короткометражный фильм:
  - Публичный/Частный
- Почётный приз Berlinale Camera Award:
  - Рольф Бер
  - Эрика Рабау
  - Вилли Соммерфельд
  - Регина Циглер
- Приз зрительских симпатий (программа «Панорама»):
  - Призванные сценой
- Приз зрительских симпатий за лучший короткометражный фильм (программа «Панорама»):
  - Недолговечные сердца
- Хрустальный медведь:
- Хрустальный медведь - лучший короткометражный фильм:
  - Штормовая ночь
- Хрустальный медведь - лучший художественный фильм:
  - Магнифико
- Хрустальный медведь - лучший художественный фильм конкурса для юношества Поколение 14+:
  - Деревянная камера
- Хрустальный медведь - особое упоминание:
- Хрустальный медведь - особое упоминание - лучший короткометражный фильм:
  - Морской круговорот
  - Течения
- Хрустальный медведь - особое упоминание - лучший художественный фильм:
  - Вселенский потоп
  - Нелегал
- Хрустальный медведь - особое упоминание - лучший художественный фильм конкурса для юношества Поколение 14+:
  - Качество жизни
- Гран-при немецкого фонда помощи детям:
- Гран-при немецкого фонда помощи детям за лучший художественный фильм:
  - Магнифико
- Приз немецкого фонда помощи детям - особый приз:
- Приз немецкого фонда помощи детям - особый приз за лучший короткометражный фильм:
  - Люсия
- Приз немецкого фонда помощи детям - особое упоминание:
- Приз немецкого фонда помощи детям - особое упоминание - лучший короткометражный фильм:
  - Сумка фейерверков
  - Маленький папа
- Приз немецкого фонда помощи детям - особое упоминание - лучший художественный фильм:
  - Парикмахер Йошино
  - Нелегал
- Приз Teddy (кино, посвящённое теме сексуальных меньшинств):
- Приз Teddy за лучший короткометражный фильм:
  - Чем это смыть?
- Приз Teddy за лучший документальный фильм:
  - Песнь Номи
- Приз Teddy за лучший художественный фильм:
  - Безумие
- Специальный приз Teddy:
  - Edition Salzgeber [de]
- Приз международной ассоциации кинокритиков (ФИПРЕССИ):
- Приз ФИПРЕССИ (конкурсная программа):
  - Головой о стену
- Приз ФИПРЕССИ (программа «Форум»):
  - Время, которое мы убили
- Приз ФИПРЕССИ (программа «Панорама»):
  - Обратная сторона Луны
- Приз экуменического (христианского) жюри:
- Приз экуменического (христианского) жюри (конкурсная программа):
  - Нежный поцелуй
- Приз экуменического (христианского) жюри (программа «Форум»):
  - Безумное затишье
- Приз экуменического (христианского) жюри (программа «Панорама»):
  - Я люблю работать
- Приз экуменического (христианского) жюри - особое упоминание:
- Приз экуменического (христианского) жюри - особое упоминание (конкурсная программа)
  - Свидетели
- Приз Европейской конфедерации художественного кино
- Приз Европейской конфедерации художественного кино (программа «Форум»):
  - Будь счастлив
- Приз Европейской конфедерации художественного кино (программа «Панорама»):
  - Другая сторона улицы
- Премия Дон Кихота:
  - После полуночи
- Премия Дон Кихота - особое упоминание:
  - Костёр
  - Будь счастлив
- Приз Сети продвижения азиатского кино (NETPAC):
  - К югу от облаков
- Приз Сети продвижения азиатского кино - особое упоминание:
  - Окончательное решение
- Приз Prix UIP Berlin за лучший европейский короткометражный фильм:
  - Блок Кента и пакет кофе
- Приз Альфреда Бауэра:
  - Благословенная Мария
- Специальный приз фестиваля Blue Angel за лучший европейский фильм:
  - И наступит завтра
- Приз Caligari за инновации в Программе молодого кино:
  - После полуночи
- Приз DIALOGUE en Perspective:
  - Голубая кожа
- Приз DIALOGUE en Perspective - особое упоминание:
  - Человек
- Приз молодому кинематографисту по итогам Berlinale Talent Campus:
  - Погребальный этикет
- Приз за лучший короткометражный фильм о Берлине:
  - Берлин-Бейрут
- Приз Planet Documentary Film Award:
  - Баллада о козе
- Премия Манфреда Зальгебера:
  - Безумие
- Приз за лучший короткометражный фильм (программа «Панорама»):
  - Две машины, одна ночь
- Приз за лучший короткометражный фильм - особое упоминание (программа «Панорама»):
  - Телохранитель
  - Стипендия от Нью-Йоркской киноакадемии
  - Фуга
- Приз Peace Film Award:
  - Свидетели
- Приз имени Вольфганга Штаудте:
  - Окончательное решение
- Приз гильдии немецкого арт-хауса:
  - Нежный поцелуй
- Приз газеты Berliner Morgenpost:
  - Зимняя жара
- Приз газеты Berliner Zeitung:
  - Дилер
- Приз газеты Siegessäule:
  - Шпионки